# Unhealthy
Unhealthy è il terzo album in studio della cantante britannica Anne-Marie, pubblicato il 28 luglio 2023 dalle etichette discografiche Major Tom's e Asylum Records.

## Tracce
1. Sucks to Be You – 0:43 (Anne-Marie Nicholson, Conor Blake, James Murray, Mustafa Omer, Sara Boe)
2. Sad Bitch – 2:12 (Anne-Marie Nicholson, Evan Blair, Samuel Brennan, Tom Hollings, Nami Ondas, Taylor Upsahl)
3. Psycho (con Aitch) – 2:42 (Anne-Marie Nicholson, Harrison Armstrong, Grace Barker, Samuel Brennan, Tom Hollings, Tom Mann, Henry Tucker)
4. Haunt You – 2:53 (Anne-Marie Nicholson, Sara Boe, Tre Jean-Marie, Conor Blake, Samuel Brennan, Tom Hollings)
5. Trainwreck – 3:03 (Anne-Marie Nicholson, Camille Purcell, Philip Plested, Samuel Brennan, Tom Hollings)
6. Grudge – 2:12 (Anne-Marie Nicholson, Tyron Frampton, Conor Blake, Nami Ondas, Evan Blair)
7. Obsessed – 2:26 (Anne-Marie Nicholson, Nami Ondas, Evan Blair, Madi Yanofsky, Lionel Bart)
8. Kills Me to Love You – 2:22 (Anne-Marie Nicholson, Sara Boe, Tom Hollings, Evan Blair, Samuel Brennan)
9. Unhealthy (featuring Shania Twain) – 2:29 (Anne-Marie Nicholson, Connor McDonough, Riley McDonough, Castle)
10. Irish Goodbye – 2:09 (Anne-Marie Nicholson, Henry Tucker, Samuel Brennan, Sara Boe, Tyron Frampton)
11. Cuckoo – 2:35 (Anne-Marie Nicholson, Tom Hollings, Henry Tucker, Conor Blake, Samuel Brennan)
12. You & I (featuring Khalid) – 3:25 (Anne-Marie Nicholson, Khalid Robinson, Camille Purcell, Conor Blake, James Murray, Mustafa Omer)
13. Never Loved Anyone Before – 2:54 (Anne-Marie Nicholson, Taylor Upsahl, Evan Blair, Nami Ondas)

Durata totale: 32:05
Tracce bonus nell'edizione deluxe
1. Better Off – 2:54 (Anne-Marie Nicholson, Grace Barker, Popscar, Mustafa Omer, James Murray, Henry Tucker)
2. Ick – 2:54 (Anne-Marie Nicholson, Conor Blake, Samuel Brennan, Sara Boe, Tom Hollings)
3. Expectations (with Minnie from (G)I-dle) – 3:09 (C Sa, Kim Jonghan, Lim Jung Woo, Paprikaa, Taylor Glasby)

Durata totale: 8:57
Note
- Tutti i brani, eccetto, Expectations, sono resi graficamente in maiuscolo.[4]
- Psycho contiene campionamenti tratti da Mambo No. 5 (A Little Bit of...) di Lou Bega.[5]
- Obsessed contiene campionamenti tratti da I'd Do Anything del film Oliver!.[6]